# Campionati mondiali di canoa/kayak velocità
I campionati mondiali di canoa/kayak velocità sono una competizione sportiva internazionale a cadenza annuale (tranne negli anni in cui si svolgono le Olimpiadi).

## Introduzione
Le gare in canoa sprint si suddividono nelle specialità canadese (C), una canoa aperta con una pagaia a singola pala, e kayak (K), una canoa chiusa con una pagaia a doppia pala. Ogni canoa o kayak può portare una persona (K1/C1), due persone (K2/C2), o quattro persone (K4/C4). Per ogni tipo d'imbarcazione, le distanze di gara possono essere di 200 metri, 500 metri, 1000 metri, o di 5000 metri. Quando una gara è identificata come C-2 500 m, come esempio, significa che un equipaggio di due persone gareggerà su una canoa per una distanza di 500 metri.

## Edizioni
| N° | Anno | Città             | Paese          |
| -- | ---- | ----------------- | -------------- |
| 1  | 1938 | Vaxholm           | Svezia         |
| 2  | 1948 | Londra            | Regno Unito    |
| 3  | 1950 | Copenaghen        | Danimarca      |
| 4  | 1954 | Mâcon             | Francia        |
| 5  | 1958 | Praga             | Cecoslovacchia |
| 6  | 1963 | Jajce             | Jugoslavia     |
| 7  | 1966 | Berlino Est       | Germania Est   |
| 8  | 1970 | Copenaghen        | Danimarca      |
| 9  | 1971 | Belgrado          | Jugoslavia     |
| 10 | 1973 | Tampere           | Finlandia      |
| 11 | 1974 | Città del Messico | Messico        |
| 12 | 1975 | Belgrado          | Jugoslavia     |
| 13 | 1977 | Sofia             | Bulgaria       |
| 14 | 1978 | Belgrado          | Jugoslavia     |
| 15 | 1979 | Duisburg          | Germania Ovest |
| 16 | 1981 | Nottingham        | Regno Unito    |
| 17 | 1982 | Belgrado          | Jugoslavia     |
| 18 | 1983 | Tampere           | Finlandia      |
| 19 | 1985 | Mechelen          | Belgio         |
| 20 | 1986 | Montréal          | Canada         |
| 21 | 1987 | Duisburg          | Germania Ovest |
| 22 | 1989 | Plovdiv           | Bulgaria       |
| 23 | 1990 | Poznań            | Polonia        |
| 24 | 1991 | Parigi            | Francia        |
| 25 | 1993 | Copenaghen        | Danimarca      |
| 26 | 1994 | Città del Messico | Messico        |
| 27 | 1995 | Duisburg          | Germania       |
| 28 | 1997 | Dartmouth         | Canada         |
| 29 | 1998 | Seghedino         | Ungheria       |
| 30 | 1999 | Milano            | Italia         |
| 31 | 2001 | Poznań            | Polonia        |
| 32 | 2002 | Siviglia          | Spagna         |
| 33 | 2003 | Gainesville       | Stati Uniti    |
| 34 | 2005 | Zagabria          | Croazia        |
| 35 | 2006 | Seghedino         | Ungheria       |
| 36 | 2007 | Duisburg          | Germania       |
| 37 | 2009 | Dartmouth         | Canada         |
| 38 | 2010 | Poznań            | Polonia        |
| 39 | 2011 | Seghedino         | Ungheria       |
| 40 | 2013 | Duisburg          | Germania       |
| 41 | 2014 | Mosca             | Russia         |
| 42 | 2015 | Milano            | Italia         |
| 43 | 2017 | Račice            | Rep. Ceca      |
| 44 | 2018 | Montemor-o-Velho  | Portogallo     |
| 45 | 2019 | Seghedino         | Ungheria       |
| 46 | 2021 | Copenaghen        | Danimarca      |
| 47 | 2022 | Dartmouth         | Canada         |
| 48 | 2023 | Duisburg          | Germania       |
| 49 | 2024 | Samarcanda        | Uzbekistan     |
| 50 | 2025 | Milano            | Italia         |

## Medagliere
- Aggiornato ai Campionati mondiali di canoa/kayak 2017

| Pos. | Paese               | Oro | Argento | Bronzo | Totale |
| ---- | ------------------- | --- | ------- | ------ | ------ |
| 1    | Ungheria            | 216 | 158     | 141    | 515    |
| 2    | Germania            | 134 | 99      | 75     | 308    |
| 3    | Unione Sovietica    | 102 | 80      | 66     | 248    |
| 4    | Germania Est        | 74  | 37      | 35     | 146    |
| 5    | Russia              | 54  | 55      | 49     | 158    |
| 5    | Romania             | 52  | 76      | 67     | 195    |
| 7    | Canada              | 33  | 21      | 24     | 78     |
| 8    | Polonia             | 32  | 83      | 73     | 188    |
| 9    | Svezia              | 31  | 38      | 45     | 114    |
| 10   | Bielorussia         | 28  | 33      | 36     | 97     |
| 11   | Spagna              | 17  | 27      | 36     | 80     |
| 12   | Nuova Zelanda       | 17  | 11      | 5      | 33     |
| 13   | Australia           | 16  | 17      | 18     | 51     |
| 14   | Slovacchia          | 16  | 9       | 11     | 36     |
| 15   | Danimarca           | 15  | 18      | 19     | 52     |
| 16   | Italia              | 13  | 20      | 15     | 48     |
| 17   | Germania Ovest      | 13  | 19      | 24     | 56     |
| 18   | Norvegia            | 13  | 14      | 15     | 42     |
| 19   | Francia             | 12  | 17      | 25     | 54     |
| 20   | Rep. Ceca           | 10  | 29      | 18     | 57     |
| 21   | Gran Bretagna       | 10  | 15      | 15     | 40     |
| 22   | Bulgaria            | 9   | 16      | 26     | 51     |
| 23   | Cecoslovacchia      | 9   | 15      | 21     | 45     |
| 24   | Ucraina             | 8   | 12      | 29     | 49     |
| 25   | Jugoslavia          | 8   | 8       | 5      | 21     |
| 26   | Lituania            | 8   | 6       | 11     | 25     |
| 27   | Finlandia           | 7   | 3       | 3      | 13     |
| 28   | Stati Uniti         | 6   | 5       | 3      | 14     |
| 29   | Brasile             | 6   | 0       | 7      | 13     |
| 30   | Austria             | 5   | 6       | 13     | 24     |
| 31   | Azerbaigian         | 4   | 8       | 1      | 13     |
| 32   | Cina                | 4   | 4       | 7      | 15     |
| 33   | Portogallo          | 4   | 3       | 5      | 12     |
| 34   | Cuba                | 3   | 9       | 8      | 20     |
| 35   | Serbia              | 3   | 6       | 13     | 22     |
| 36   | Uzbekistan          | 2   | 3       | 8      | 13     |
| 37   | Israele             | 2   | 1       | 2      | 5      |
| 38   | Lettonia            | 2   | 0       | 1      | 3      |
| 39   | Belgio              | 1   | 3       | 2      | 6      |
| 40   | Messico             | 1   | 0       | 2      | 3      |
| 41   | Serbia e Montenegro | 1   | 0       | 0      | 1      |
| 41   | Saar                | 1   | 0       | 0      | 1      |
| 43   | Paesi Bassi         | 0   | 4       | 4      | 8      |
| 44   | Argentina           | 0   | 3       | 2      | 5      |
| 45   | Slovenia            | 0   | 2       | 5      | 7      |
| 46   | Moldavia            | 0   | 2       | 2      | 4      |
| 47   | Cile                | 0   | 1       | 2      | 3      |
| 48   | Georgia             | 0   | 1       | 1      | 2      |
| 49   | Sudafrica           | 0   | 0       | 2      | 2      |
| 50   | Iran                | 0   | 0       | 1      | 1      |
| 50   | Irlanda             | 0   | 0       | 1      | 1      |
| 50   | Giappone            | 0   | 0       | 1      | 1      |
| 50   | Kazakistan          | 0   | 0       | 1      | 1      |